# Ниси-Сугамо (станция)
Станция Ниси-Сугамо (яп. 西巣鴨駅 ниси сугамо эки) — железнодорожная станция на линии Мита расположенная в специальном районе Тосима, Токио. Станция обозначена номером I-16. На станции установлены автоматические платформенные ворота.

## Планировка станции
Одна платформа островного типа и 2 пути.
| 1 | ○ Линия Мита | Сугамо, Отэмати, Мэгуро, Хиёси |
| 2 | ○ Линия Мита | Ниси-Такасимадайра             |

## Близлежащие станции
| «      |  | Линия      |  | »           |
| ------ |  | ---------- |  | ----------- |
| Сугамо |  | Линия Мита |  | Син-Итабаси |